# سیگرید شائومان
سیگرید ماریا شائومان (زادهٔ ۲۴ دسامبر ۱۸۷۷ در چوهوئیف، استان خارکف، امپراتوری روسیه [ اوکراین کنونی] - درگذشته ۲۲ فوریه ۱۹۷۹ در هلسینکی، فنلاند) هنرمند و منتقد هنری فنلاندی بود.

## پیشینه
او در ۲۴ دسامبر ۱۸۷۷ در چوگویف، در استان خارکف امپراتوری روسیه (اوکراین کنونی)، به دنیا آمد. وی دختر ژنرال فردریک والدمار شائومان و الین ماریا شائومان بود. مادر او دختر اسقف پوروو فنلاند بود. پس از زندگی در رادوم، لهستان، شائومان‌ها در سال ۱۸۸۵ به فنلاند بازگشتند. در سال ۱۸۹۹ سیگرید تحصیلات خود را در مدرسه طراحی هنر انجمن فنلاند در هلسینکی زیر نظر کارل یان و هلنه شارفبک آغاز کرد. در سال ۱۹۰۱ او برای اولین بار در یک نمایشگاه گروهی در آتنئوم شرکت داشت.

## منتقد هنری
در سال ۱۹۲۰ شائومان کار خود را در روزنامه داگنس پرس به عنوان منتقد هنری آغاز کرد و این همکاری تقریباً ۳۰ سال به طول انجامید او در طی این مدت بیش از ۱۵۰۰ نقد هنری، مصاحبه و گزارش را منتشر کرد.

## یکصدسالگی
ضعف بینایی این نقاش مانع از ادامه کار هنری‌اش در اواخر دهه ۱۹۶۰ شد. جشن یکصدسالگی او در آموس رکس برگزار شد ودر همان سال، مدال شاهزاده یوگن توسط پادشاه سوئد به دلیل مشارکت‌های هنری‌اش به او اعطا شد.